# Varanus nesterovi
Varanus nesterovi є видом ящірок родини Varanidae. Зустрічається на іраксько-іранському кордоні.